# Эвилдсен, Джон
Джон Гилберт Эвилдсен (англ. John Guilbert Avildsen, также известен как Джон Г. Эвилдсен или Джон Джи Эвилдсен (англ. John G. Avildsen; 21 декабря 1935 — 16 июня 2017) — американский кинорежиссёр, во многом известный благодаря фильмам «Рокки» и «Рокки 5». За первый фильм из этой серии Эвилдсен получил премию «Оскар» как лучший режиссёр. Эвилдсен также снял три части фильма «Парень-каратист». За роль в его втором фильме, «Спасите тигра», получил «Оскар» актёр Джек Леммон.

## Биография
Эвилдсен родился в Ок-Парке (Иллинойс), в семье Айви (урождённая Гильбер) и Кларенса Джона Эвилдсена. Учился в частной школе Хотчкисс в Лейквилле (Округ Личфилд, штат Коннектикут) и Нью-Йоркском университете. Карьеру в кино начал ассистентом режиссёра в фильмах Артура Пенна и Отто Премингера. Первого успеха Джон Эвилдсен добился с низкобюджетным триллером «Джо» (1970), который получил признание критиков за игру Питера Бойла и получил умеренные кассовые сборы.
За этим последовал ещё один успех у критиков. Драма «Спасите тигра» 1973 года номинирован на три «Оскара» и получил премию за лучшую мужскую роль Джека Леммона. И «Джо» и «Спасите тигра» были о проигравших, но затем Эвилдсен стал снимать фильмы о победителях. Наибольшего успеха Эвилдсен добился с фильмом «Рокки» (1976), получив десять номинаций на премию «Оскар» и выиграл три из них, в том числе за лучший фильм и лучшую режиссуру. Позже он снял картину «Рокки V» (1990), который, как планировалось, должен был быть последним в серии о Рокки Бальбоа. Среди его других фильмов, «Дядя, спасай!» (1971), «Беспокойные соседи» (1981) и 3 фильма серии «Парень-каратист».
Эвилдсен должен был снимать фильмы «Серпико» (1973) и «Лихорадка субботнего вечера» (1977), но был уволен из-за разногласий с продюсерами Мартином Брегманом и Робертом Стигвудом соответственно.
У Эвилдсена два сына: Эш (родился 5 ноября 1981 года), который основал независимый лейбл звукозаписи Sumerian Records, и Джонатан, который снимался в фильмах «Парень-каратист 3» и «Рокки 5».
В производстве находится документальная картина о жизни, карьере и фильмах Эвилдсена: John G. Avildsen: King of the Underdogs (2017). Режиссёр и продюсер ленты Дерек Уэйн Джонсон. В него должны войти интервью с Сильвестром Сталлоне, Ральфом Мачио, Мартином Скорсезе, Джерри Вайнтраубом, Бёртом Рейнольдсом и другими известными деятелями Голливуда, которые работали с Эвилдсеном. Документальный фильм является дополнением к новой книге The Films of John G. Avildsen: Rocky, The Karate Kid, and Other Underdogs, написанной Ларри Пауэлл и Томом Гарретом.

### Смерть
Скончался 16 июня 2017 года в Лос-Анджелесе в возрасте 81 года. Как сообщил его сын, Энтони Эвилдсен, причиной смерти был рак поджелудочной железы, с которым Эвилдсен-старший боролся в последние годы.

В моем понимании он был необычайным человеком. Невероятно талантливым, энергичным и очень упрямым. Порой ему это вредило, а порой и шло на пользу.— Энтони Эвилдсен

Покойся с миром. Я уверен, ты скоро будешь режиссировать хиты на небесах.— Сильвестр Сталлоне

## Фильмография
- 1969 — «Джо» / Joe
- 1973 — «Спасите тигра» / Save the Tiger
- 1976 — «Рокки» / Rocky
- 1980 — «Формула» / The Formula
- 1981 — «Беспокойные соседи» / Neighbors
- 1984 — «Парень-каратист» / The Karate Kid
- 1986 — «Карате кид 2» / The Karate Kid 2
- 1989 — «Держись за меня» / Lean on Me
- 1989 — «Карате кид 3» / The Karate Kid 3
- 1990 — «Рокки 5» / Rocky 5
- 1992 — «Сила личности» / The Power Of One
- 1994 — «Восемь секунд» / 8 Seconds
- 1999 — «Инферно» / Inferno

Имеет также ряд актёрских и операторских работ.